# مهرجان كاكونوداتي-ماتسوري

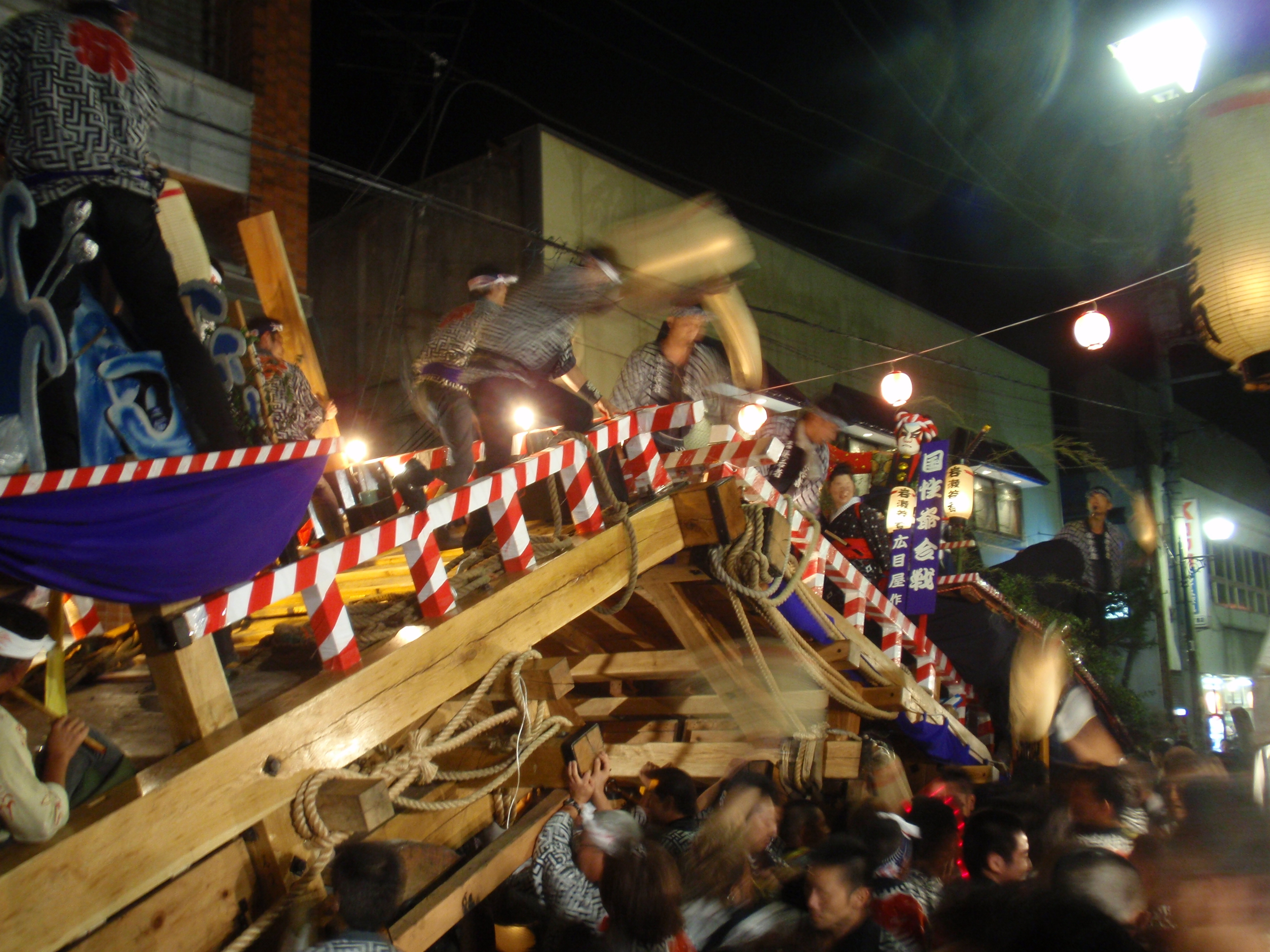
اصطدام العوامات في مهرجان كاكونوداتي، سبتمبر 2008

كاكونوداتي-ماتسوري (角館祭り) هو مهرجان ياباني يحتفل به من 7 إلى 9 سبتمبر في كاكونوداتي، أكيتا. تتمركز طقوسه حول مأتم شينمي-شا الضريح. بالإضافة إلى الموكب والرقصات التقليدية، يتم الاحتفال بـ أوياماباياشي حيث تتصادم العوامات ببعضها البعض. يعود تاريخه إلى 350 عامًا، وفي عام 1991 تم تسميته ممتلكة ثقافية شعبية غير مادية هامة.